# Pothos repens
Pothos repens är en kallaväxtart som först beskrevs av João de Loureiro, och fick sitt nu gällande namn av George Claridge Druce. Pothos repens ingår i släktet Pothos och familjen kallaväxter. Inga underarter finns listade.